# Гладкий геккончик
Гла́дкий гекко́нчик, или Гла́дкий североазиа́тский гекко́нчик (лат. Alsophylax laevis) — вид ящериц из рода Североазиатских геккончиков семейства гекконов.

## Описание
Мелкие ящерицы с длиной тело до 4 см и длиной хвоста до 4,5 см. Самки несколько крупнее самцов. Туловище и голова плоские. Голова покрыта сверху довольно крупными выпуклыми чешуйками. Межносовой щиток один, крупный. Мелких добавочных носовых чешуек у большей части особей нет. Туловище сверху покрыто многоугольной плоской чешуёй, расположенной черепицеобразно правильными поперечными рядами. Спинных бугорков или укрупнённых чешуй нет. Пальцы прямые, нерасширенные, на нижней поверхности один продольный ряд пластинок. Анальных пор 8—13.
Верх тела желтоватый с серым оттенком. По бокам головы от носа через глаз проходит коричневая полоса, дугообразно изгибающаяся над ухом и заканчивающаяся на шее. На затылке полосы обеих сторон могут сливаться, образуя подковообразный рисунок. На спине 4—7 поперечных коричневых полос, иногда прерванных. Такие же полосы на хвосте (до 11) и на лапах. Низ тела и хвоста белый.

## Распространение
Спорадически распространён на предгорных равнинах западного и южной Туркмении (предгорные районы Копетдага, между Мешед-Миссериан и Малым Балханом на западе и долиной р. Теджен на востоке, а также в центральном и южном Узбекистане (центральные Кызылкумы, юг Сурхандарьинской области). Возможно, обитает в северном Иране и северном Афганистане, но достоверные находки неизвестны.

## Образ жизни и экология
Обитает в глинистой полупустыне, на солончаковых такырах и такыровидных почвах, поросших редкими солянками, полынью и саксаулом. В качестве убежищ использует трещины в сухой почве и пустоты под отслаивающимися корками такыра. Встречается в заброшенных гнездах термитов и норках беспозвоночных.
Вид с ночной активностью. Встречаются с апреля по ноябрь.
Питается преимущественно пауками, термитами, мокрицами и жуками, реже остальными беспозвоночными.
Половозрелость достигается при длине туловища 2,5—2,9 см. Спаривание происходит в начале апреля. Самка в мае откладывает 1—2 яйца.
Геккончиками питаются средние ящурки, поперечнополосатые полозы, эфы и, возможно, фаланги.

## Охранный статус
Международным союзом охраны природы (МСОП) признан видом, находящимся на грани исчезновения. Включен в Красные книги СССР (категория II — вид с резко сокращающимися ареалом и численностью), Туркмении (категория II — исчезающий вид) и Узбекистана(категория 2 — уязвимый, сокращающийся, мозаично распространённый эндемичный вид).